# Walther Wüst
Walther Wüst, född 7 maj 1901 i Kaiserslautern, död 21 mars 1993 i München, var en tysk orientalist och SS-Brigadeführer. Han var ordförande för SS-Ahnenerbe och 1941–1945 rektor för Münchens universitet.

## Biografi
Wüst studerade olika ämnen vid Münchens universitet, men intresserade sig främst för indologi. Vid 22 års ålder promoverades Wüst efter att ha disputerat på en avhandling om Rigveda, den äldsta av Vedaskrifterna. Vid 25 års ålder blev han Privatdozent och 31 år gammal utnämndes han till professor.
År 1937 utnämndes Wüst till ordförande för SS-Ahnenerbe, vars syfte var antropologisk och kulturell forskning om de germanska folkens ursprung. Från 1941 till 1945 var han rektor för Münchens universitet.